# Дренажная защита
Дренажная защита — наиболее эффективный вид активной антикоррозийной защиты от блуждающих постоянных токов. Разделяют на электрохимическую (электрохимический дренаж) и электродренажную защиту (электрический дренаж).

## Описание
Необходимость такой защиты возникает, когда металлические подземные сооружения, например, трубопроводы, расположены в непосредственной близости от тягового электротранспорта, например, трамвайные или железнодорожные пути. Ток, проникающий в грунт, начинает блуждать в поисках наименьшего сопротивления.
Когда такая зона находится в подземных сооружениях, токи заходят в них и ищут путь дальше через зону с таким же наименьшим сопротивлением. При этом, проходя по поверхности, блуждающие токи наносят вред сооружениям. В этом случае токи (постоянный и переменный), проникающие в землю, ускоряют коррозию подземных сооружений.
Измерения переменным током производятся после измерений постоянным током и лишь в случае, если измеренные характеристики соответствуют нормам.
Дренажные установки размещаются в специальных небольших металлических шкафах на расстоянии 5—6 км друг от друга вдоль всего трубопровода.

## Варианты защиты
Возможно два варианта защиты от действия блуждающих токов: устройства с источником наложенного (принудительного) тока и устройства без источника тока (поляризованный дренаж). Они отводят блуждающие токи из подземных металлических сооружений в отрицательную шину тяговой подстанции трамвая или электрифицированной железной дороги.
Во втором случае также возможен отвод блуждающих токов в рельсовую сеть, такие устройства применяются, если потенциал подземного металлического сооружения по отношению к рельсовой сети или к земле положительный либо знакопеременный, и когда разность потенциалов «подземное сооружение — рельс» больше разности потенциалов «подземное сооружение — земля».
В первом случае такими устройствами обычно выступают станции автоматического усиленного дренажа (САУД), которые дополнительно обеспечивают и катодную защиту сооружений, создавая на них защитный потенциал.